# Deportivo Pereira
Maillots
Actualités
Le Deportivo Pereira Fútbol Club S.A. est un club colombien de football basé à Pereira.

## Histoire
Le club est fondé en 1944 en fusionnant les deux meilleurs clubs de Pereira, Vidriocul et Otún. En 1949, le Deportivo Pereira participe pour la première fois au championnat de première division, le club atteindra plusieurs fois la troisième place, en 1982, 1962, 1966 et en 1974.
En 1997, le club est relégué en deuxième division, il n'y séjournera que deux années et reviendra en 2001 dans l'élite. En 2011, Pereira connaîtra sa deuxième relégation, jusqu'en 2014 le club ne sera jamais dans les huit premiers de la deuxième division. Lors du tournoi d'ouverture 2014, le club sera même avant dernier, en terminant deuxième du tournoi suivant il évite la relégation.
À partir de la saison 2015 et jusqu'en 2018, le Deportivo Pereira est souvent proche de la promotion, mais échoue dans la phase finale.
En 2019, le club termine à la troisième place, il remporte son groupe et s'impose en finale contre Cortuluá. Le Deportivo Pereira retrouve la première division pour la saison 2020.

## Palmarès
- Championnat de Colombie
  - Champion : 2022-II
- Championnat de Colombie de deuxième division
  - Champion : 2000, 2019